# Bisinchi
Bisinchi [bizinki] est une commune française située dans la circonscription départementale de la Haute-Corse et le territoire de la collectivité de Corse. Le village appartient à la piève de Rostino, en Castagniccia.

## Géographie
Bisinchi est une commune de Haute-Corse de l'ancienne piève de Rostino. Elle est située sur la rive droite du Golo, dans sa moyenne vallée, au nord de la Castagniccia.
Appartenant à l'ancien canton de Morosaglia (patrie de Pascal Paoli), elle était le chef-lieu d'une commune de près de 1 300 hectares. De 1973 à 2014, elle était l'une des dix communes du canton de Castifao-Morosaglia. Depuis 2015, elle est une des composantes du nouveau canton de Golo-Morosaglia.

### Relief
Bisinchi  est une commune de l'en « deçà des monts » (Cismonte en langue corse) ou Corse schisteuse au nord-est de l'île, dans le prolongement de l'arête schisteuse du cap Corse qui se poursuit avec le massif du San Petrone et se termine au sud de la Castagniccia.
Outre le Golo qui coule au nord de la commune et qui délimite le territoire de Bisinchi avec ceux de Canavaggia, Lento et Campitello, plusieurs de ses affluents prennent naissance ou traversent Bisinchi. Le principal est le ruisseau de Casa Murella 6,4 km qui prend source sous le rocher de Compoli (1 085 m), « à cheval » sur Bisinchi, Castello-di-Rostino et Ortiporio ; les autres  sont le ruisseau de Vetrice, le ruisseau d'Acqua Fredda et le ruisseau de Maltempu qui le sépare Campile.
Le vallon du ruisseau de Casa Murella est le principal de la commune. Il est longé par les routes D 15b puis la D 115, jusqu'au fleuve, qui desservent trois des quatre lieux habités de la commune : Vignale, Bisinchi et Fornu.
La commune a souffert de nombreux et importants incendies au siècle dernier ; il en présente toujours dans sa partie basse des stigmates avec un maquis clairsemé de chênes-lièges et d'oliviers, des troncs calcinés. Plus haut, à partir du village, le tapis est fait d'une végétation arborescente avec des chênaies (chênes verts, chênes-lièges et chênes blancs), et des châtaigniers aux abords des lieux habités.
Le 30 mars 1875, Bisinchi avait subi un terrible glissement de terrain, son sol composé de schiste de mauvaise qualité ayant été affaibli par de fortes pluies. Sur l'ancien plan cadastral de Bisinchi en 1877, le lieu-dit San Quilico est porté comme étant le territoire dévasté. L'église San Quilico qui avait souffert de ce sinistre, avait été abandonnée et est de nos jours à ciel ouvert.

### Habitat
La commune qui comptait plus de 800 habitants au milieu du XIXe siècle, comporte le village et trois hameaux suivants :

#### Bisinchi village

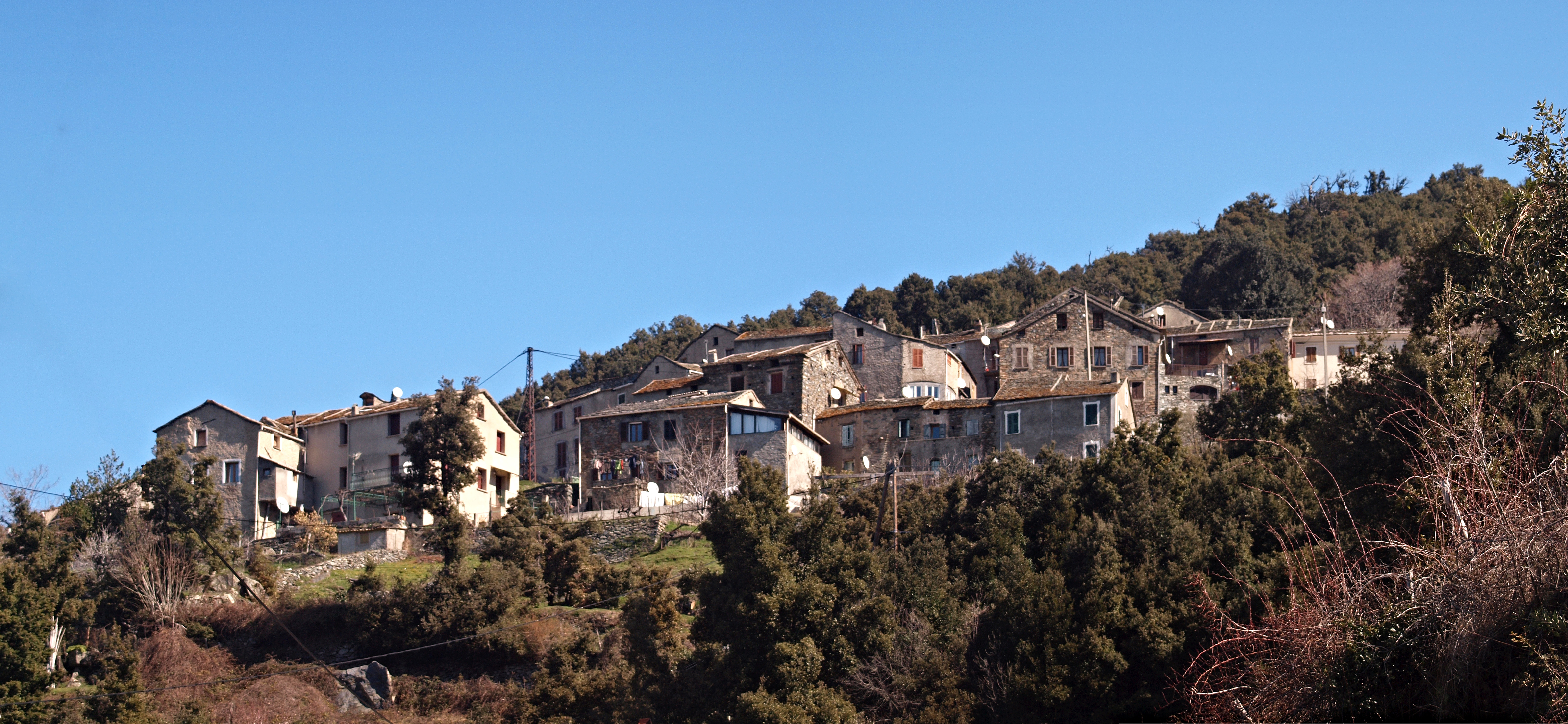
Bas du village de Bisinchi.

Bisinchi  est un paisible village, perché dans la moyenne montagne au cœur de la Castagniccia, retiré de la RN 193, axe principal de l'île qui traverse la commune en longeant le Golo. Il se situe à 600 mètres d'altitude, à une cinquantaine de kilomètres de la mer, et domine la vallée du Golo et Ponte Novu, lieu de la célèbre bataille de 1769.
Lorsqu'on vient de Ponte-Novu par la route D 115, après quatre lacets, on arrive au bas du village de Bisinchi sans toutefois, apercevoir le clocher de son église Saint-Michel. Celle-ci est bâtie en bordure de la D 15b, la route supérieure, qui traverse le village et qui relie Campile au col de Bocca a Serna (696 m). En ce lieu elle fait jonction avec la route D 71 qui relie Ponte-Leccia (RT 20 ex-RN 193) à Prunete (RT 10 ex-RN 198) via Morosaglia, Piedicroce... et Cervione.
L'église Saint-Michel que longe la D 15b,

#### Forno

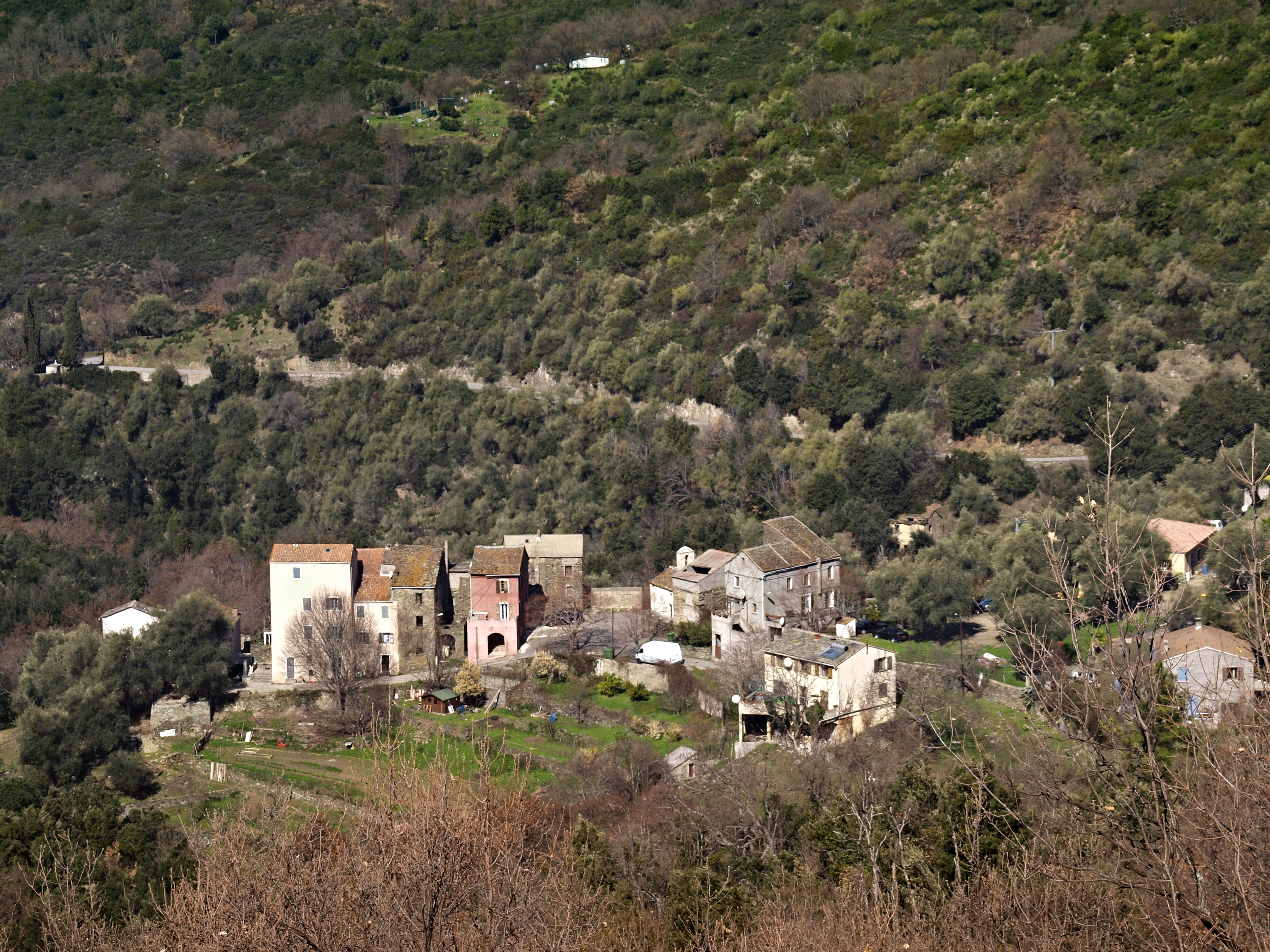
Hameau de Fornu.

Forno est un hameau (u Fornu paisolu di Bisinchi) situé à un peu plus de 300 m d'altitude, entre Ponte-Novu et le village qui se trouve au S-SE. Au cœur du hameau, se trouve la petite chapelle Santa-Lucia qui a pris le vocable d'une ancienne chapelle romane à Asinaia, en bordure du fleuve.

#### Espago
Espagu est un antique village. Jadis existait la chapelle San Martino d'Espago depuis longtemps disparue et rayée des cartes. Ce hameau actuel de Bisinchi recèle une chapelle beaucoup plus récente, construite au-dessus de la route D 15b qui relie le village à Campile.

#### Vignale
Vignale est un hameau situé à 650 m d'altitude, à près d'un kilomètre « à vol d'oiseau » au sud du village de Bisinchi qu'il domine. Il est le village natal de l'abbé Vignale (1789-1836).
Comme sur les communes voisines, la partie plaine de la commune se développe rapidement, avec la création de lotissements.
Au nord-ouest de Vignale, existait Militru, un village médiéval totalement ruiné et dont l'église était Sant' Hilario également ruinée.

### Accès
Bisinchi est accessible par deux routes :
- la D 115 qui part de la RN 193 à Ponte-Novu
- la D 15b qui relie Campile à Castello-di-Rostino, Morosaglia, etc.

Alors que la RN 193 parcourt la rive gauche du Golo hors du territoire communal, la voie ferrée des C.F.C. longe le fleuve sur sa rive droite, soit sur la commune de Bisinchi. Cependant il n'y a pas d'arrêt ferroviaire, le plus proche étant la gare de Ponte-Novu.

## Urbanisme

### Typologie
Au 1er janvier 2024, Bisinchi est catégorisée commune rurale à habitat très dispersé, selon la nouvelle grille communale de densité à sept niveaux définie par l'Insee en 2022.
Elle est située hors unité urbaine. Par ailleurs la commune fait partie de l'aire d'attraction de Bastia, dont elle est une commune de la couronne,. Cette aire, qui regroupe 93 communes, est catégorisée dans les aires de 50 000 à moins de 200 000 habitants,.

### Occupation des sols
L'occupation des sols de la commune, telle qu'elle ressort de la base de données européenne d’occupation biophysique des sols Corine Land Cover (CLC), est marquée par l'importance des forêts et milieux semi-naturels (93,9 % en 2018), une proportion identique à celle de 1990 (94 %). La répartition détaillée en 2018 est la suivante : 
forêts (60,4 %), milieux à végétation arbustive et/ou herbacée (33,5 %), zones agricoles hétérogènes (6,1 %). L'évolution de l’occupation des sols de la commune et de ses infrastructures peut être observée sur les différentes représentations cartographiques du territoire : la carte de Cassini (XVIIIe siècle), la carte d'état-major (1820-1866) et les cartes ou photos aériennes de l'IGN pour la période actuelle (1950 à aujourd'hui).

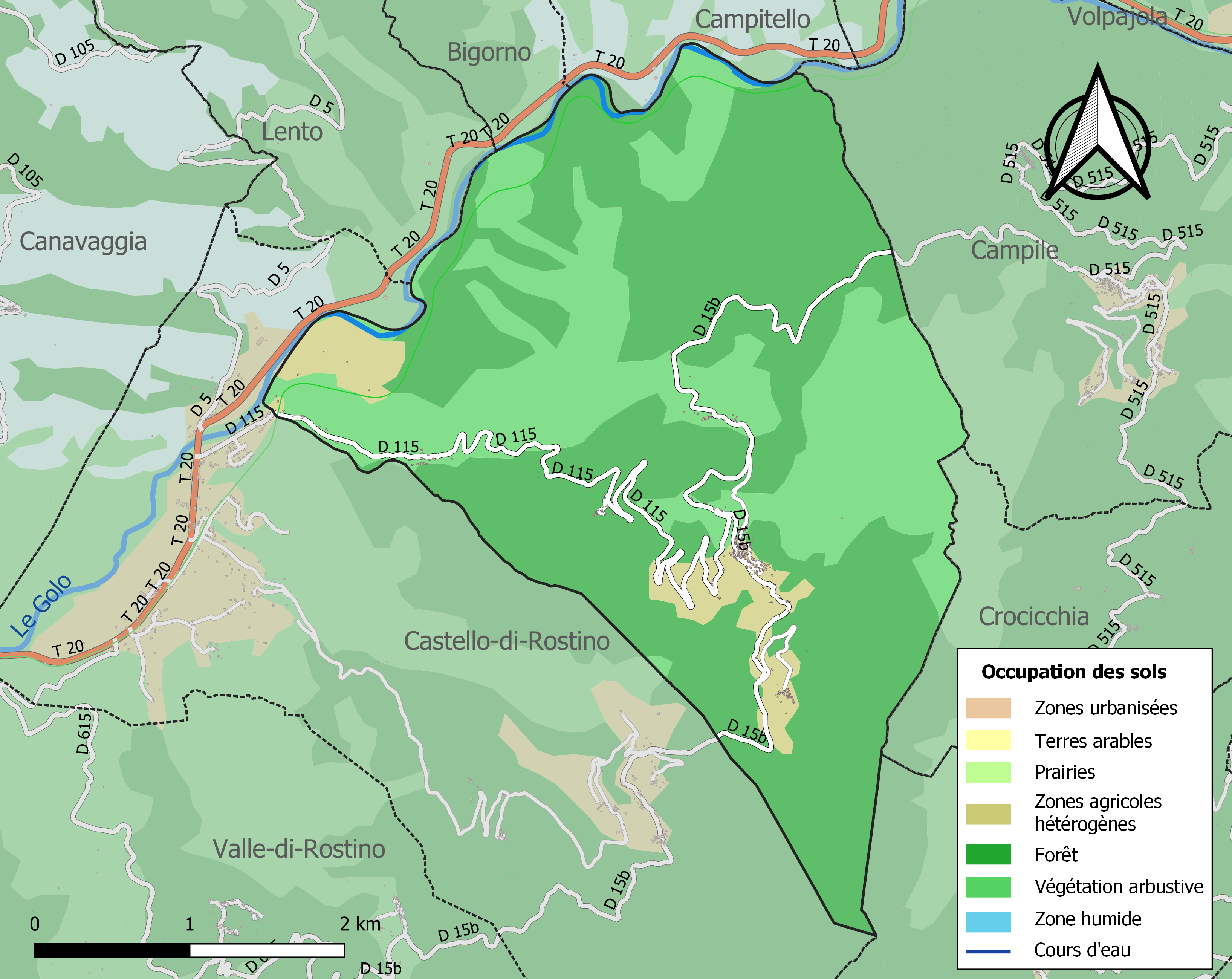
Carte des infrastructures et de l'occupation des sols de la commune en 2018 (CLC).

## Histoire

### Préhistoire
Des fouilles opérées dans la pieve ont permis la mise au jour de sites préhistoriques à Campu-di-Buonu.

### Antiquité
Des prospections ont été effectuées jusqu'à récemment avec pour objectif de repérer des sites antiques dans la vallée du Golo qui était le principal axe de circulation vers l’intérieur de la Corse depuis la cité antique de Mariana.
« Les deux coffres « sub-mégalithiques » de Campu-di-Buonu semblent témoigner d’une Antiquité encore fortement empreinte du substrat indigène malgré une datation assez récente. Le dernier remploi de ces sépultures semble en effet avoir eu lieu vers le début de notre ère (perles en ambre et intaille représentant la déesse Fortuna d’époque romaine) ».

### Moyen Âge
Les vestiges archéologiques datés du Moyen Âge sont nombreux comme en témoignent les ruines et vestiges d'édifices religieux romans. Les registres de taille de 1454 et 1456 présentent aussi des sites dont la toponymie correspond à d'actuels hameaux comme Fornu et d'Espacu.

### Temps modernes
Au XVIe siècle, vers 1520, Castello-di-Rostino qui comptait environ 3 250 habitants, faisait partie de la piève de Rostino dans l'ancien diocèse d'Accia. Les lieux habités étaient : Saliceto, Vicinato, lo Borgo, Chiamachie, Gavignani, la Petragrossa, Castineta, Sevasi, la Terchina, la Fogatella, la Brocca, Casa Pitti, Tarlagia, lo Collo, Grate, la Valle, Frasso, Pastorechia, le Balleciasce, Piano, Caniolo, Petralata, lo Vignale, Mileto (ou Militru), Bisinchi, Lesca.
Au XVIIIe siècle, la piève joua un grand rôle dans la révolte des Corses contre l'occupant génois (1729-1769).
Bisinchi, qui appartenait à la piève de Rostino, comptait 334 habitants. Rostino relevait de la juridiction de Bastia.
En 1789, la Corse fait partie du royaume de France. Avec la Révolution française, est créé en 1790 le département de Corse, puis en 1793, celui du Golo (l'actuelle Haute-Corse). La commune portait déjà le nom de Bisinchi.
La piève de Rostino devient en 1790 le canton de Rostino. En 1801 on retrouve le nom Bisinchi dans le Bulletin des lois, dans le canton de Rostino puis, en 1828, dans celui de Morosaglia jusqu'à sa fusion en 1973, dans le canton de Castifao-Morosaglia.

### Époque contemporaine
- 1954 : le canton de Morosaglia comprend les communes de Bisinchi, Castineta, Gavignano, Morosaglia, Saliceto, Valle-di-Rostino et Castello-di-Rostino qui comptait alors 424 habitants[12].
- 1971 - 1973 : le canton de Castifao-Morosaglia est créé avec la fusion imposée des anciens cantons de Castifao et Morosaglia.

## Économie
La présence de vieux moulins et séchoirs témoigne d'une richesse castanéicole et oléicole passée.

## Politique et administration
| Période                                  | Période  | Identité                | Étiquette | Qualité |
| ---------------------------------------- | -------- | ----------------------- | --------- | ------- |
|                                          |          | Paul-Antoine Paolantoni |           |         |
| 2017                                     | 2020     | Françoise Giampiétri    |           |         |
| 2020                                     | En cours | Pierre-Félix Olmeta     |           |         |
| Les données manquantes sont à compléter. |          |                         |           |         |

## Démographie
Bisinchi a compté jusqu'à 829 habitants en 1861.

L'évolution du nombre d'habitants est connue à travers les recensements de la population effectués dans la commune depuis 1800. Pour les communes de moins de 10 000 habitants, une enquête de recensement portant sur toute la population est réalisée tous les cinq ans, les populations de référence des années intermédiaires étant quant à elles estimées par interpolation ou extrapolation. Pour la commune, le premier recensement exhaustif entrant dans le cadre du nouveau dispositif a été réalisé en 2007.

En 2022, la commune comptait 198 habitants, en évolution de −5,26 % par rapport à 2016 (Haute-Corse : +5,15 %, France hors Mayotte : +2,11 %).
| 1800 | 1806 | 1821 | 1831 | 1836 | 1841 | 1846 | 1851 | 1856 |
| ---- | ---- | ---- | ---- | ---- | ---- | ---- | ---- | ---- |
| 537  | 555  | 680  | 657  | 750  | 764  | 760  | 700  | 803  |

| 1861 | 1866 | 1872 | 1876 | 1881 | 1886 | 1891 | 1896 | 1901 |
| ---- | ---- | ---- | ---- | ---- | ---- | ---- | ---- | ---- |
| 829  | 780  | 714  | 690  | 662  | 732  | 753  | 673  | 655  |

| 1906 | 1911 | 1921 | 1926 | 1931 | 1936 | 1946 | 1954 | 1962 |
| ---- | ---- | ---- | ---- | ---- | ---- | ---- | ---- | ---- |
| 560  | 536  | 508  | 515  | 504  | 541  | 381  | 319  | 291  |

| 1968 | 1975 | 1982 | 1990 | 1999 | 2006 | 2007 | 2012 | 2017 |
| ---- | ---- | ---- | ---- | ---- | ---- | ---- | ---- | ---- |
| 278  | 212  | 205  | 139  | 173  | 195  | 198  | 180  | 220  |

| 2022 | - | - | - | - | - | - | - | - |
| ---- | - | - | - | - | - | - | - | - |
| 198  | - | - | - | - | - | - | - | - |

## Culture locale et patrimoine

### Lieux et monuments

#### Site archéologique

##### Campu di Bonu
C'est un lieu de sépultures préhistoriques. Y ont été découverts deux coffres et un abri sous roche. Le site a été étudié par Jacques Magdeleine.

#### Patrimoine sacré
Le territoire communal comptait de nombreuses églises et chapelles, certaines aujourd'hui disparues.

##### San Michele
L'église romane San Michele du Xe siècle (?), a disparu. Elle se situait au cimetière de Bisinchi, au nord du village. En 1875 elle figurait encore au plan sur l’ancien cadastre de Bisinchi au lieu-dit Pian di San Michele, à la section B feuille 3 de Monte. Elle y était indiquée comme étant ruinée et comportant une nef unique et une abside semi-circulaire orientée à l’est sur un axe est/ouest, l'abside à l'est, comme dans la grande majorité des cas.
L'église a été entièrement arasée. Ne subsistent de l'édifice que les pierres qui avaient servi à sa construction et qui ont été réemployées dans les murs de clôture du cimetière, en particulier, le tympan monolithe, pas du tout semblable à celui de l'église Saint-Thomas de Pastoreccia plus récente, sur la commune voisine. Sa partie centrale est évidée de manière à réserver en relief une large bordure semi-circulaire. L’archivolte supérieur est ornée en son sommet d’un animal gravé quadrupède, peut-être un dragon, avec sur la tête une sorte de huppe formée de trois brins et une queue terminée en panache. Des inscriptions tardives et des graffitis divers ont été rajoutés sur ce tympan (1862, pro defunctis ora si tibi placet…).
En 1646, San Michele était toujours l'église principale de Bisinchi, au sein de la piève de Rostino. En 1740 elle est remplacée par l'Annunziata. Un inventaire de 1760 relatif à San Michele dit ceci: " ...La di cui edificazione e consegrazione non si sà per essere molto antica ... un solo altare fabricato di materia, stà situato verso l'oriente... " Sa cloche datait de 1713.

##### Église Saint-Michel

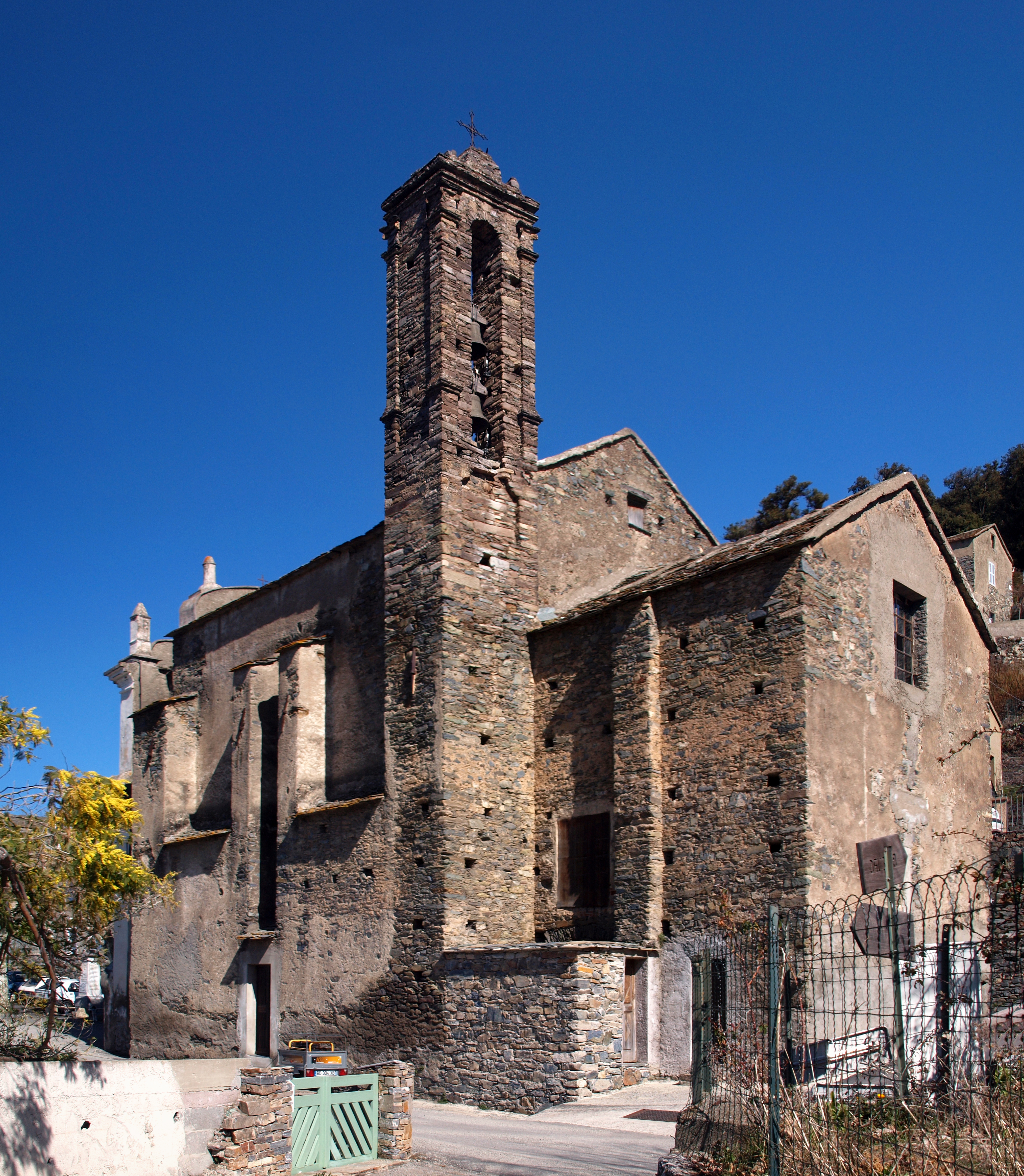
Église Saint-Michel.

L'actuelle église Saint-Michel, construite au XVIIe siècle au cœur du village, a repris le vocable de San Michele.

##### Chapelle Sant'Hilario
Cette chapelle romane ruinée au hameau de Vignale pourrait avoir été construite au Xe siècle. Elle avait été bâtie au-dessus de Militru, village médiéval dont les vestiges se situent au nord-ouest de Vignale.
L'édifice religieux présente encore une bonne partie du mur latéral sud et de la façade principale avec des trous de boulins, le clocher surmonté d'une petite croix et des murs d'époque en schiste gris bien appareillés, ainsi que les traces visibles d'un remaniement tardif (XVIIe siècle ?) par l'ajout d'une chapelle latérale. « La nef unique avait été augmentée d’une chapelle latérale s’ouvrant dans le mur nord de l’abside semi-circulaire qui avait été abattue puis remplacée par un chevet plus grand ».

##### Chapelle Sant’ Andrea
La petite chapelle romane très remaniée sert aujourd'hui de séchoir à châtaignes. En partie ruinée, elle se trouve proche du hameau Espago. Selon les documents, elle était l'église du village de Sant' Andrea depuis disparu.
« Sur l'ancien plan cadastral de Bisinchi en 1817, elle est portée en plan à la section G dite d'Espago au lieu-dit Sant'Andrea avec la mention " Ruines de l'église Sant' Andrea ", non loin des " Ruines du village de Sant' Andrea ". Elle avait une nef unique d'environ 8 m sur 4 m et une abside orientée à l'est. [...] cette chapelle dénommée Sant'Andrea de Minicaggia de Bisinchi dans un acte de 1694 que possédait un prélat demeurant à Rome ».

##### Chapelle SantaLucia

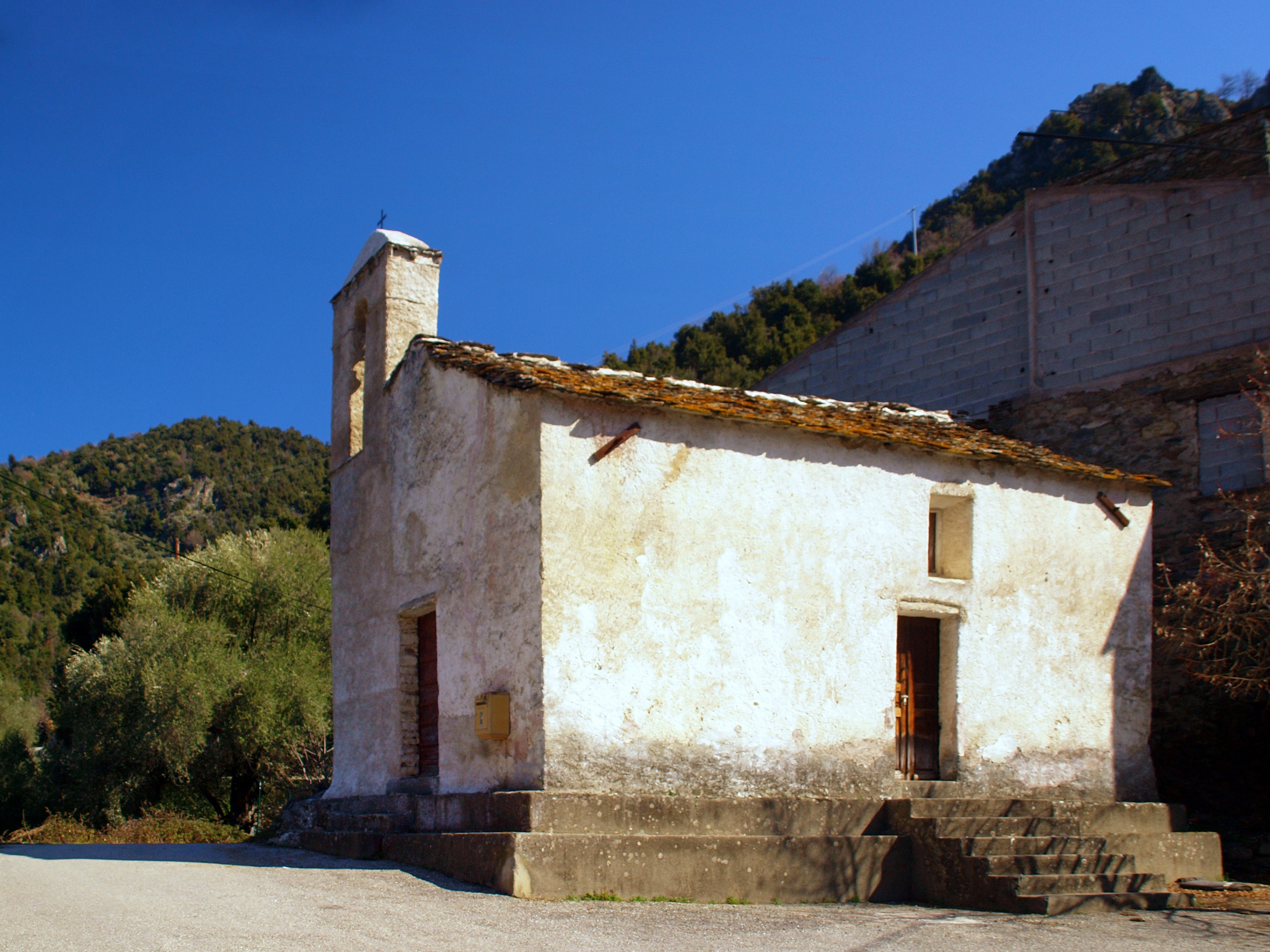
Chapelle Santa Lucia.

Selon d'anciens documents, cette chapelle romane se trouvait en bordure du Golo, dominée par les ruines de la tour d'Asinaja encore portée sur les cartes. Elle a depuis longtemps disparu.

Sur l'ancien plan cadastral de 1877, à la section F feuille 3 d'Asinaja, il est fait mention d'une chapelle à nef unique et abside orientée à l'est, accompagnée de « Ruines de Sainte-Lucie ». Cette chapelle apparaissait dans un acte de 1625 ; elle s'appelait Santa Lucia dello Marchiato. En 1760, il est question d'elle et d'une autre chapelle San Martino d'Espago. De mémoire d'homme, à l'époque il était dit qu'elle était église piévane avant de devenir annexe de l'église principale de San Michele.
Aujourd'hui, une petite chapelle dédiée à Sainte Lucie est située au cœur du hameau de Fornu, en contrebas du village de Bisinchi porte le nom de Santa Lucia. Une courte petite route y conduit. Daté du XVIIe siècle, cet édifice est de plan allongé, à nef unique, aux murs entièrement enduits, doté d'un clocher simple en façade et surmonté d'une croix.

##### Chapelle San Quilico
San Quilicu est une chapelle ruinée dont les origines pourraient remonter à la fin du VIe siècle. Ses ruines sont situées au-dessus du village de Bisinchi.
« San Quilicu : elle appartient à l'abbaye San Venerio de Tino. Il s'agit à l'origine d'une chapelle domaniale, édifiée très certainement par des laïcs (probablement les laïcs eux-mêmes) ».

#### Patrimoine civil

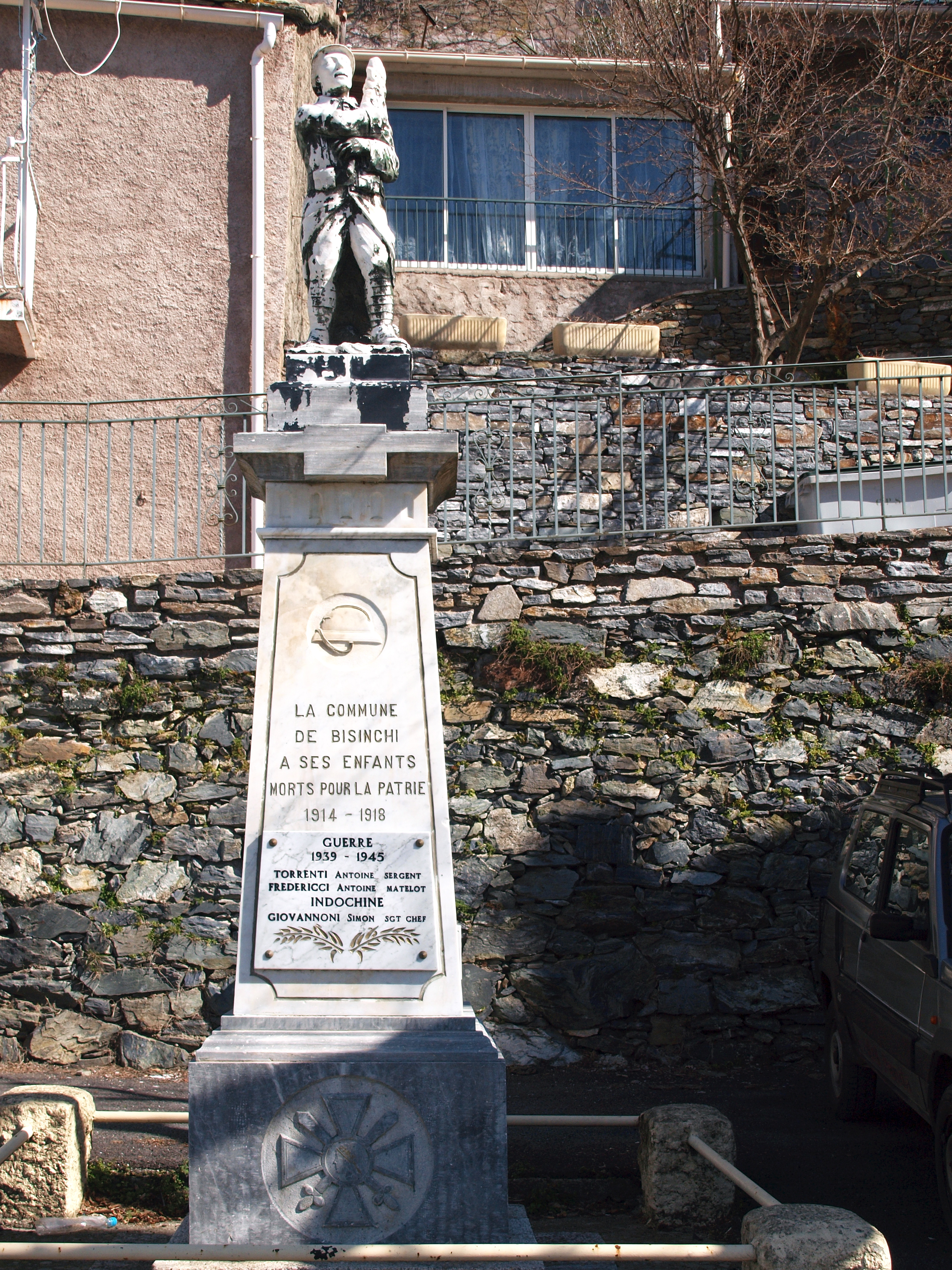
Monuments aux morts.

- Monument aux morts, érigé sur la petite place du village, devant la façade principale de l'église Saint-Michel.

### Patrimoine naturel
Bisinchi est concernée par une ZNIEFF :

#### ZNIEFF Châtaigneraies et bois des versants sud et ouest du massif du San Petrone
C'est la ZNIEFF 940004202 (2e génération) qui concerne les formations boisées de 23 communes de la Castagniccia occidentale et du Bozio. La couverture forestière de ce secteur est moins homogène et morcelée en différentes unités. Les châtaigneraies constituent un élément marquant dans le paysage.

### Personnalités liées à la commune
- Angelo Paolo Vignali (Bisinchi, hameau de Vignale, 1789-1836), ecclésiastique. Le pape Pie VII le nomma missionnaire apostolique dans l'île de Sainte Hélène pour exercer l'art de la médecine et de la chirurgie. Il assista Napoléon Bonaparte jusqu'à son dernier soupir. Il fut désigné exécuteur testamentaire de Napoléon Ier. L'abbé Vignali mourut assassiné le 14 juin 1836, dans sa maison du hameau de Vignale, à Bisinchi.

### Fêtes et loisirs
- Un groupe de généalogistes locaux ont créé une association  virtuelle via Google pour étudier l'histoire et la généalogie de Bisinchi et ses environs.